# FreeFileSync
FreeFileSync è un software gratuito open source di backup utilizzato per la sincronizzazione di file; è disponibile per i sistemi operativi Windows, Linux e OS X.

## Descrizione
FreeFileSync funziona confrontando il contenuto di due o più cartelle usando la data, la dimensione e il contenuto del file, successivamente sincronizza il contenuto in base alle impostazioni definite dall'utente. Oltre a supportare file system locali e condivisioni di rete, è in grado di sincronizzarsi con dispositivi FTP, FTPS, SFTP e MTP.
Il progetto è supportato anche da donazioni, tramite le quali è possibile ottenere funzionalità aggiuntive come: l'aggiornamento automatico del software, la sincronizzazione di file e cartelle parallela e una versione portatile del programma.